# Xavier Gabaix
Xavier Gabaix (* August 1971) ist ein französischer Ökonom und Hochschullehrer, der die Martin-J.-Gruber-Professur für Finance an der New York University innehat. Gabaix hat 2011 von der französischen Zeitung Le Monde und dem Cercle des économistes den Prix du meilleur jeune économiste de France – das französische Äquivalent zur John Bates Clark Medal – verliehen bekommen. Im gleichen Jahr erhielt er auch den Fischer-Black-Preis der American Finance Association. 2008 ernannte ihn der The Economist zu einem von acht Top-Nachwuchsökonomen und hob insbesondere seine Arbeit im Bereich der Verhaltensökonomik hervor.

## Ausbildung
Von 1991 bis 1995 studierte Xavier Gabaix an der Grande école École normale supérieure (ENS) Mathematik, erhielt von der ENS einen B.A. und bestand die Agrégation. Hiernach wechselte er 1995 an die Harvard University, wo er 1999 unter den Doktorvätern Robert Barro, Donald Ray Davis, John Y. Campbell und Edward Glaeser promovierte.

## Beruflicher Werdegang
Nachdem Gabaix 1999 seinen Ph.D. erhalten hatte, nahm er eine Stelle als Assistant Professor für VWL am Department of Economics des  Massachusetts Institute of Technology (MIT) an, wo er 2003 zum Rudi Dornbusch Career Development Assistant Professor und 2004 zum Rudi Dornbusch Career Development Associate Professor befördert wurde. 2007 wechselte Gabaix dann als Associate Professor für Finance an die Stern School of Business der New York University (NYU), wo er 2009 zum vollwertigen Professor befördert wurde und 2010 die Martin J. Gruber-Professur für Finance übertragen bekam. Parallel nahm Gabaix Gastprofessuren an der University of Chicago (1999–2000), der New York University (2001, 2002) und der Princeton University (2006–2007) wahr.
Von 2002 bis 2010 arbeitete Xavier Gabaix für das National Bureau of Economic Research (NBER) als Research Fellow zu den Themen Asset Pricing, Corporate Finance und Economic Fluctuations and Growth, bevor er 2010 zum Faculty Research Associate befördert wurde. Des Weiteren ist Gabaix seit 2009 Research Fellow des Council for Economic Policy Research, seit 2010 Mitglied des Conseil d'analyse économique und seit 2011 Research Associate der European Corporate Governance Initiative.
Darüber hinaus arbeitet Gabaix als Redakteur für die wirtschaftswissenschaftlichen Zeitschriften Econometrica, Critical Finance Review, Mathematics and Financial Economics und Management Science.

## Forschung
Gemäß der wirtschaftswissenschaftlichen Publikationsdatenbank IDEAS gehört Gabaix im Gesamtranking zu den 2 % der forschungsstärksten Ökonomen (Rang 458). Auch unter Kriterien wie "Anzahl an Zitaten" oder "Anzahl an Arbeiten" gehört Gabaix deutlich zu den besten 5 % der in der Datenbank erfassten Ökonomen. Der am meisten zitierte Artikel von Gabaix trägt den Titel Zipf's Law for Cities: An Explanation (1999). In diesem Artikel untersucht Gabaix das Zipfsche Gesetz, eine empirische Regel bezüglich des Wachstums der Bevölkerung von Städten, und legt dar, warum das Zipfsche Gesetz einen Sonderfall des Gibratschen Gesetzes darstellt.
Zu den wesentlichen Forschungsbeiträgen Gabaix', deren akademische Bedeutung sich durch deren Zitierung in der Fachliteratur widerspiegelt, gehören auch folgende:
2006 untersuchten Gabaix und Laibson die Verheimlichung von Produktinformationen vor Konsumenten durch Unternehmen im Zusammenhang mit notwendigen Add-Ons (z. B. Druckerpatronen), welche dann erfolgen kann, wenn Konsumenten „kurzsichtig“ sind. Diese Verheimlichung schafft eine Ineffizienz, für deren Beseitigung durch Verbraucherbildung andere Unternehmen einen Anreiz haben könnten. Haben die Add-Ons jedoch quasi-perfekte Substitute, so ist es für die konkurrierenden Unternehmen unmöglich, den Konsumenten auf profitable Weise ihre Vorurteile bezüglich der Add-Ons zu nehmen. Daher existieren im Gleichgewicht zwei Formen der Ausbeutung: Optimisierende Unternehmen beuten kurzsichtige Konsumenten mittels Marketing, das teure Add-Ons verheimlicht, aus, während raffinierte Konsumenten diese Marketing-Aktivitäten ausnutzen. Weder ist es möglich diese Ausnutzung durch raffinierte Konsumenten zu beenden, noch ist es möglich kurzsichtige und raffinierte Konsumenten zu nicht-ausbeutenden Unternehmen zu locken. Gabaix und Laibson zeigen auf, dass informationelle Verheimlichung selbst in perfekten Wettbewerbsmärkten, Märkten mit kostenloser Werbung und in Situationen, wenn die Verheimlichung Allokationsineffizienzen verursacht, existieren kann.
In einem 2008 publizierten Artikel gehen Gabaix und Larnier der Frage auf den Grund, warum die Bezahlung von CEOs in den letzten Jahren so stark zugenommen hat. Hierzu entwickeln sie ein Gleichgewichtsmodell, welches ergibt, dass die aggregierte Firmengröße und die Größe des Unternehmens die Höhe des Gehalts des CEO bestimmen. Somit erklären sie das rapide und überproportionale Wachstum von CEO-Gehältern in den letzten Jahrzehnten vornehmlich durch ein starkes Wachstum der durchschnittlichen Unternehmensgröße. Sie knüpfen in diesem Sinne an die Extremwert-Theorie und die wissenschaftliche Literatur zur Bewertung von Superstars von Sherwin Rosen an.

## Ehrungen
- 2010: Germán-Bernácer-Preis
- 2011: Prix du meilleur jeune économiste de France[10]
- 2011: Fischer-Black-Preis[2]

## Bibliographie

### Artikel (Auswahl)
- Gabaix, Xavier (1999): Zipf's Law for Cities: An Explanation, in: The Quarterly Journal of Economics, Vol. 114, Nr. 3, S. 739–767.
- Gabaix, Xavier, David Laibson (2006): Shrouded Attributes, Consumer Myopia, and Information Suppression in Competitive Markets, in: The Quarterly Journal of Economics, Vol. 121, Nr. 2, S. 505–540.
- Gabaix, Xavier, Augustin Landier (2008): Why Has CEO Pay Increased So Much?, in: The Quarterly Journal of Economics, Vol. 123, Nr. 1, S. 49–100.
- Gabaix, Xavier (2011): The Granular Origins of Aggregate Fluctuations, in: Econometrica, Vol. 79, Nr. 3, S. 733–772.
- Gabaix, Xavier, Yannis M. Ioannides (2004): The evolution of city size distributions, in: J. V. Henderson & J. F. Thisse (eds.), Handbook of Regional and Urban Economics, 1. Ausgabe, Band 4, Kapitel 53, S. 2341–2378, Elsevier.